# Kubang (Sukaresmi)
Kubang is een bestuurslaag in het regentschap Cianjur van de provincie West-Java, Indonesië. Kubang telt 6000 inwoners (volkstelling 2010).